# Dzbanek do herbaty
Dzbanek do herbaty, Imbryk (duń. Theepotten, współ. duń. Tepotten) – baśń literacka autorstwa Hansa Christiana Andersena, wydana po raz pierwszy w grudniu 1863 roku.

## Historia
Baśń literacka o Dzbanku do herbaty została napisana przez Hansa Christiana Andersena w Toledo, podczas podróży do Hiszpanii i Maroka. Baśń może być interpretowana jako miniesej na temat losu człowieka. Andersen użył przedmiotu (personifikacja), w tym przypadku imbryka, by przedstawić życie, pokazać świat myśli i uczuć.
Utwór opublikowany został po raz pierwszy w grudniu 1863 roku w kalendarzu „Folkekalender for Danmark. 1864”. Po raz kolejny baśń wydano 12 grudnia 1871 roku w zbiorze Bajki i opowieści. Tom czwarty. 1871 (duń. Eventyr og Historier. Fjerde Bind. 1871). Wydanie to zawierało razem 27 baśni.

## Przekłady na język polski
Baśń o Imbryku była tłumaczona na język polski:
- 1931 – Imbryk: Stefania Beylin (tłum.): Baśnie. Warszawa. Brak numerów stron w książce
- 2006 – Dzbanek do herbaty: Bogusława Sochańska (tłum.): Baśnie i opowieści. Tom III 1862–1873. Poznań. s. 48–49. ISBN 978-83-7278-194-9. (z oryginału duńskiego)

## Fabuła
Imbryk jest dumny ze swojej porcelany, smukłej szyi i dużego ucha. Nie wspomina o stłuczonej pokrywce, bo nie lubi mówić o swoich wadach. Inne elementy serwisu zauważają pęknięcie i więcej o nim mówią niż o jego zaletach. Imbryk twierdzi, że zna swoje wady i potrafi je zaakceptować. Uważa, że ma więcej zalet niż inni, bo posiada zarówno szyję, jak i ucho oraz pokrywkę. Czuje się królem stołu, rozdającym błogosławieństwo w postaci herbaty. Pewnego dnia delikatna rączka go upuszcza i imbryk się tłucze. Traci szyję i ucho, a z jego wnętrza wylewa się wrzątek. Najbardziej boli go, że to z niego się śmieją, a nie z osoby, która go upuściła.
Zostaje nazwany inwalidą i oddany ubogiej kobiecie. Trafia w kąt i myśli, że jego życie się kończy. Ktoś napełnia go ziemią i wkłada do środka cebulkę kwiatu. Cebulka staje się jego sercem i daje mu nowe życie. Z cebulki wyrasta kwiat, który ludzie podziwiają, zapominając o imbryku. W końcu rozbijają imbryk, by dać kwiatowi lepszą doniczkę, a on pozostaje tylko wspomnieniem, ale pięknym.